# Calanthe trulliformis
Calanthe trulliformis är en orkidéart som beskrevs av George King och Robert Pantling. Calanthe trulliformis ingår i släktet Calanthe och familjen orkidéer. Inga underarter finns listade i Catalogue of Life.